# Štěrboholy
Štěrboholy est un quartier pragois situé dans l'est de la capitale tchèque, appartenant à l'arrondissement de Prague 15, d'une superficie de 297,0 hectares est un quartier de Prague. En 2018, la population était de 2 278 habitants.
La ville est devenue une partie de Prague en 1968.